# جوسيف شوستر
جوسيف شوستر (بالألمانية: Josef Schuster)‏ هو طبيب باطني ألماني، ولد في 10 مارس 1954 في حيفا في إسرائيل.